# Кульбакинська сільрада
Кульбакинська сільрада — сільське поселення в Глушковському районі Курської області Російської Федерації.
Адміністративний центр — село Кульбаки.

## Історія
Статус та межі сільського поселення встановлено Законом Курської області від 21 жовтня 2004 року № 48-ЗКО «Про муніципальні утворення Курської області» .
Після 9 ранку 9 травня 2022 року з боку російського села Єлизаветівка прилетіло 10 ракет, які, за інформацією Державної прикордонної служби України, розірвалися на відстані близько 10 км від кордону у полі між двома селами Хотінської селищної об'єднаної територіальної громади. Менш ніж через пів години в поле на Сумщині прилетіло ще 10 ракет з Росії. В результаті обстрілів реактивною системою залпового вогню постраждалих не було.

## Населення
| Чисельність населення | Чисельність населення | Чисельність населення | Чисельність населення | Чисельність населення | Чисельність населення | Чисельність населення |
| 2002                  | 2010                  | 2012                  | 2013                  | 2014                  | 2015                  | 2016                  |
| --------------------- | --------------------- | --------------------- | --------------------- | --------------------- | --------------------- | --------------------- |
| 1822                  | ↗2067                 | ↘1975                 | ↘1925                 | ↘1917                 | ↘1879                 | ↘1863                 |
| 2017                  | 2018                  | 2019                  | 2020                  | 2021                  |                       |                       |
| ↘1861                 | ↘1852                 | ↘1817                 | ↗1826                 | ↘1818                 |                       |                       |

## Склад сільського поселення
| № | Населений пункт  | Тип населеного пункту        | Населення |
| - | ---------------- | ---------------------------- | --------- |
| 1 | 1-ша Мужиця      | село                         | ↘124      |
| 2 | 2-га Мужиця      | село                         | ↘141      |
| 3 | Глушково         | селище залізничної станції   | ↘235      |
| 4 | Єлизаветівка     | село                         | ↘261      |
| 5 | Кульбаки         | село, адміністративний центр | ↘766      |
| 6 | Новоіванівка     | селище                       | ↘209      |
| 7 | Політотдельський | селище                       | ↘209      |
| 8 | Сергіївка        | село                         | ↘119      |
| 9 | Синяк            | селище                       | ↘3        |